# Zellin

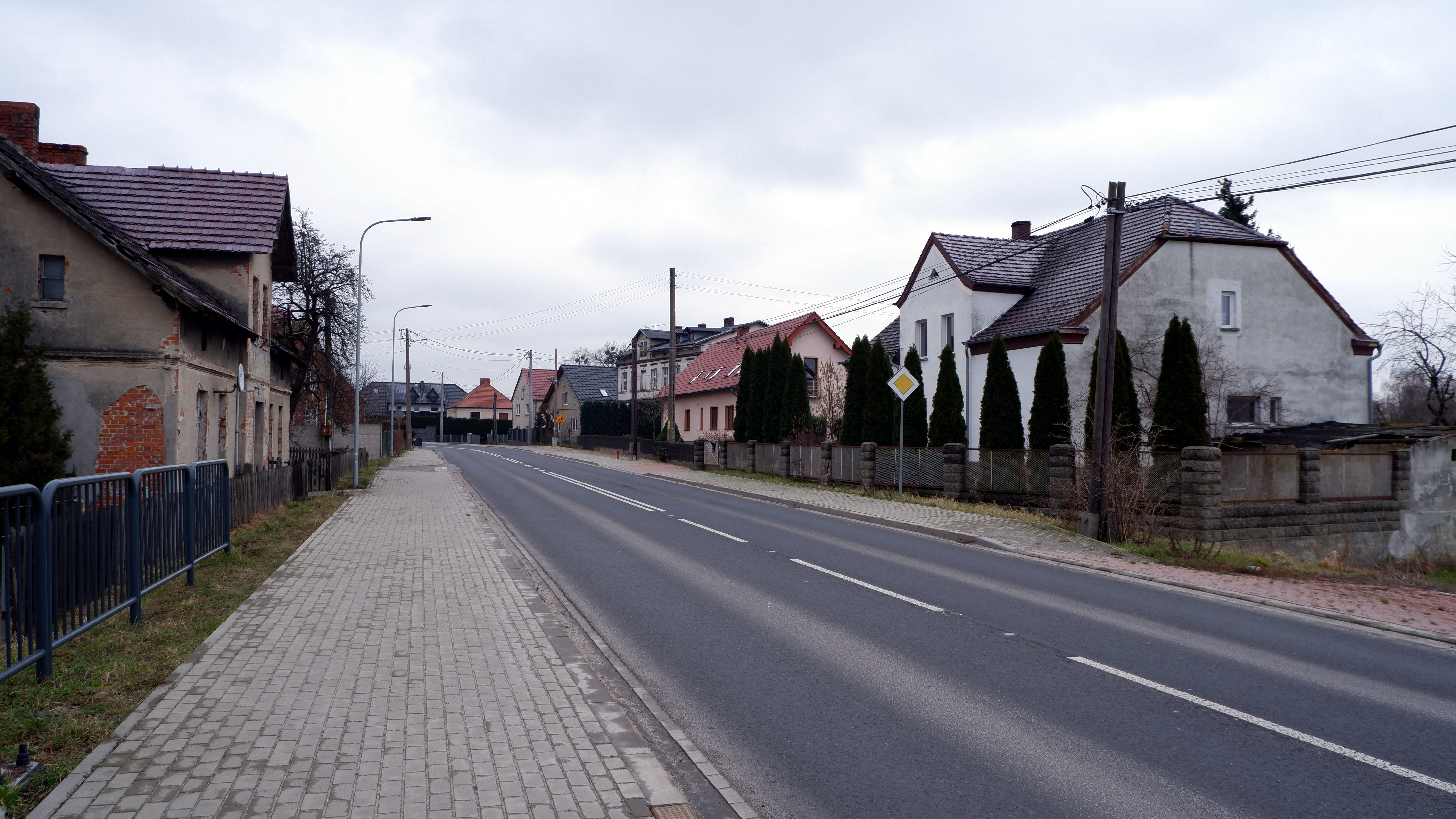
Hauptstraße

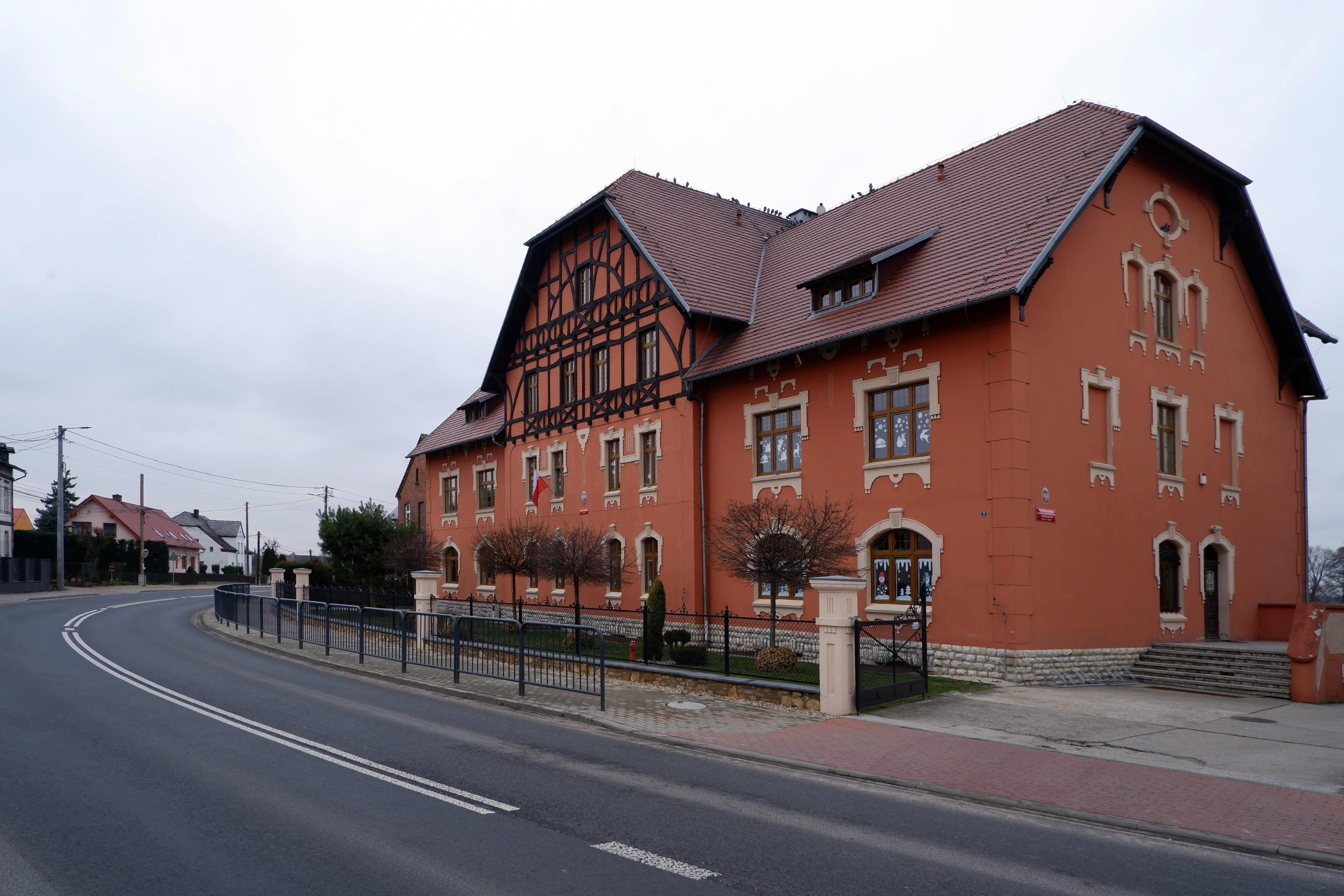
Schulgebäude

Zellin (auch Cellin, polnisch Zielina) ist ein Ort in der Stadt- und Landgemeinde Klein Strehlitz (Strzeleczki) im Powiat Krapkowicki der Woiwodschaft Opole in Polen.

## Geographie
Zellin liegt fünf Kilometer südwestlich von  Klein Strehlitz, elf Kilometer westlich von Krapkowice (Krappitz) und 27 Kilometer südlich von  Opole (Oppeln) in der Nizina Śląska (Schlesischen Tiefebene) am Bach Młynówka (Mühlgraben). Durch Zellin verläuft die Droga wojewódzka 409. Der Ort liegt an der Bahnstrecke der Neustadt-Gogoliner Eisenbahn.
Nachbarorte von Zellin sind im Westen Moschen (Moszna) und im Osten Kujau (Kujawy).

## Geschichte

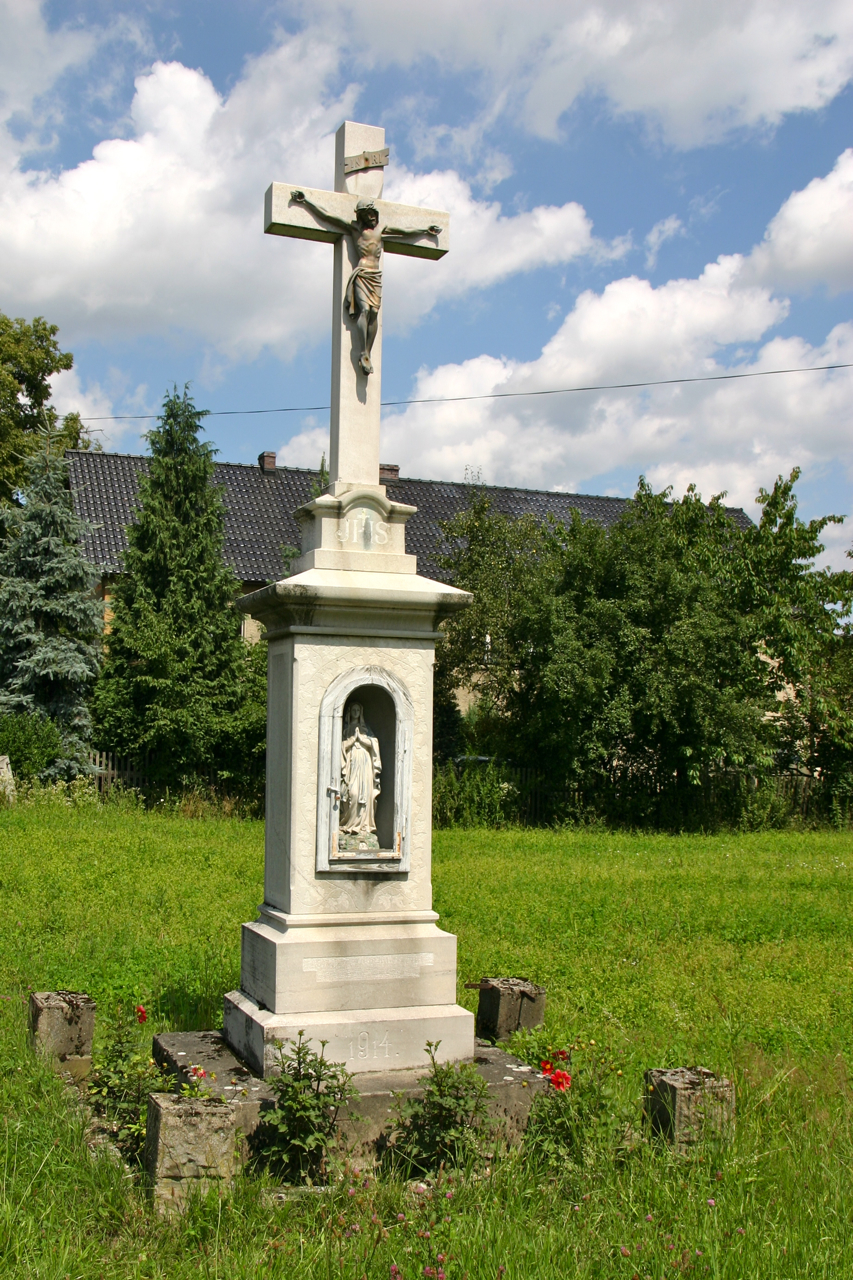
Wegekreuz

Zellin wurde 1743 erstmals urkundlich erwähnt. Es war zunächst ein Weiler, der zu Kujau gehörte. Bereits 1631 wurde eine Wassermühle erwähnt, die später als zu dem Dorf zugehörig bezeichnet wurde. Im 18. Jahrhundert gehörte Zellin dem Adelsgeschlecht Schaffgotsch. Später gelangte es an Claus von Tiele-Winckler.
Nach der Neuorganisation der Provinz Schlesien gehörte die Landgemeinde Zellin ab 1816 zum Landkreis Neustadt O.S., mit dem es bis 1945 verbunden blieb. 1845 bestanden im Dorf eine Wassermühle, zwei Schmieden und 48 Häuser, und die Einwohnerzahl betrug 404, allesamt katholisch. 1861 zählte Zellin 10 Bauern, 24 Gärtner und 32 Häusler sowie eine katholische Schule mit zwei Lehrern und 148 Schülern. Im Oktober 1896 erhielt Zellin Anschluss an die Neustadt-Gogoliner Eisenbahn.
Bei der Volksabstimmung in Oberschlesien am 20. März 1921 stimmten 377 Wahlberechtigte für einen Verbleib bei Deutschland und 139 für Polen. Zellin verblieb beim Deutschen Reich. Am 1. April 1939 wurden die Gemeinden Kujau und Zellin zur neuen Gemeinde Zellin zusammengeschlossen. Bis 1945 befand sich der Ort im Landkreis Neustadt O.S.
Als Folge des Zweiten Weltkriegs fiel der bisher deutsche Ort Zellin 1945 unter polnische Verwaltung. Nachfolgend wurde es der Woiwodschaft Schlesien angeschlossen und in Zielina umbenannt. Die deutsche Bevölkerung wurde, soweit sie nicht vorher geflohen war, weitgehend vertrieben. Die neu angesiedelten Bewohner waren teilweise Zwangsumgesiedelte aus Ostpolen, das an die Sowjetunion gefallen war. 1950 wurde Zielina der Woiwodschaft Opole zugewiesen. 1999 wurde es dem Powiat Krapkowicki eingegliedert.
Am 17. Mai 2006 wurde in der Gemeinde Klein Strehlitz, zu der Zielina / Zellin angehört, Deutsch als zweite Amtssprache eingeführt. Am 24. November 2008 erhielt der Ort zusätzlich den amtlichen deutschen Ortsnamen Zellin.

## Sehenswürdigkeiten
- Schulgebäude an der ul. Prudnicka
- Steinernes Wegekreuz
- Wegekapelle St. Gregor an der ul. Lipowa

## Vereine
- Deutscher Freundschaftskreis

## Persönlichkeiten
- Karl Peschke (1882–1943), Politiker (NSDAP) und Allgemeinmediziner, wirkte von 1910 bis 1921 als Arzt in Zellin
- Helmut Vorreiter (1958–2008), deutsch-polnischer Fußballspieler